# Feaella capensis
Feaella capensis är en spindeldjursart som beskrevs av Beier 1955. Feaella capensis ingår i släktet Feaella och familjen Feaellidae.

## Underarter
Arten delas in i följande underarter:
- F. c. capensis
- F. c. nana